# María Emilia Salerni
María Emilia Salerni (n. el 14 de mayo de 1983 en Rafaela, Provincia de Santa Fe, Argentina) es una extenista argentina. 

## Trayectoria
María Emilia Salerni, apodada "Pitu", es una extenista argentina cuya carrera profesional fue corta pero intensa. Salerni, nacida en Rafaela (Santa Fe), representó como menor a la Argentina en diversas competencias por equipo convocada por la AAT. Asimismo, además de su carrera profesional individual, como mayor también representó al país en la Fed Cup y en Juegos Olímpicos. En el año 2000 ganó el Banana Bowl.
Salerni llegó a ser N.º 1 junior en el 2000, año en el que ganó los Grand Slams de Wimbledon y US Open, y su mejor ranking en profesionales fue en febrero del 2008, cuando trepó a la posición 65. Diestra, usando habitualmente el revés a dos manos. Mide 1.74 m de altura y pesa 62 kg.
El sábado 7 de noviembre de 2009, anunció su retiro profesional.

## Torneos WTA (2; 0+2)

### Individuales (0)

#### Finalista (1)
| Leyenda                |
| Grand Slam (0)         |
| Tour Championships (0) |
| Tier I Event (0)       |
| WTA Tour (1)           |

| N.º | Fecha                 | Torneo | Superficie    | Oponentes en la final | Resultado |
| --- | --------------------- | ------ | ------------- | --------------------- | --------- |
| 1.  | 24 de febrero de 2008 | Bogotá | Tierra batida | Nuria Llagostera      | 0-6 4-6   |

#### Clasificación en torneos del Grand Slam
| Torneo               | 2009 | 2008 | 2007 | 2006 | 2005 | 2004 | 2003 | 2002 | 2001 |
| -------------------- | ---- | ---- | ---- | ---- | ---- | ---- | ---- | ---- | ---- |
| Abierto de Australia | -    | 1r   | -    | -    | -    | -    | 1r   | 1r   | -    |
| Roland Garros        | 1r   | 1r   | -    | -    | -    | -    | -    | -    | 1r   |
| Wimbledon            |      | -    | -    | -    | -    | -    | -    | -    | 1r   |
| US Open              |      | -    | -    | -    | 2r   | -    | 1r   | 1r   | 1r   |

### Dobles (2)

#### Títulos
| Leyenda                |
| Grand Slam (0)         |
| Tour Championships (0) |
| Tier I Event (0)       |
| WTA Tour (2)           |

| N.º | Fecha                  | Torneo      | Superficie    | Pareja           | Oponentes en la final            | Resultado |
| --- | ---------------------- | ----------- | ------------- | ---------------- | -------------------------------- | --------- |
| 1.  | 5 de abril de 2003     | Casablanca  | Tierra batida | Gisela Dulko     | Henrieta Nagyova Elena Tatarkova | 6-3 6-4   |
| 2.  | 7 de noviembre de 2004 | Quebec City | Dura          | Carly Gullickson | Els Callens Samantha Stosur      | 7-5 7-5   |

#### Finalista (4)
| Leyenda                |
| Grand Slam (0)         |
| Tour Championships (0) |
| Tier I Event (0)       |
| WTA Tour (4)           |

| N.º | Fecha                    | Torneo        | Superficie    | Pareja              | Oponentes en la final                      | Resultado      |
| --- | ------------------------ | ------------- | ------------- | ------------------- | ------------------------------------------ | -------------- |
| 1.  | 29 de julio de 2001      | Casablanca    | Tierra batida | María José Martínez | Lubomira Bacheva Åsa Svensson              | 3-6 7-6(4) 1-6 |
| 2.  | 14 de abril de 2002      | Amelia Island | Tierra batida | Åsa Svensson        | Daniela Hantuchová Arantxa Sánchez Vicario | 4-6 2-6        |
| 3.  | 22 de septiembre de 2002 | Quebec City   | Dura          | Fabiola Zuluaga     | Samantha Reeves Jessica Steck              | 6-4 3-6 5-7    |
| 4.  | 24 de julio de 2005      | Cincinnati    | Dura          | Květa Peschke       | Laura Granville Abigail Spears             | 6-3 2-6 4-6    |

#### Clasificación en torneos del Grand Slam
| Torneo               | 2009 | 2008 | 2007 | 2006 | 2005 | 2004 | 2003 | 2002 | 2001 |
| -------------------- | ---- | ---- | ---- | ---- | ---- | ---- | ---- | ---- | ---- |
| Abierto de Australia | -    | 1r   | -    | 1r   | -    | 1r   | 2r   | 2r   | -    |
| Roland Garros        | 2r   | 1r   | -    | 2r   | 2r   | -    | 2r   | 1r   | 1r   |
| Wimbledon            |      | -    | -    | 1r   | -    | -    | 1r   | -    | 1r   |
| US Open              |      | -    | -    | -    | 1r   | -    | -    | 3r   | 3r   |

## Títulos ITF (12)

### Individuales

#### Ganados (12)
| Nº  | Fecha                    | Torneo     | Superficie    | Oponente en la final | Resultado        |
| 1.  | 26 de septiembre de 1999 | Asunción   | Tierra batida | Mariana Mesa         | 3-6, 7-6, 7-5    |
| 2.  | 3 de octubre de 1999     | Montevideo | Tierra batida | Eugenia Chialvo      | 6-3, 6-0         |
| 3.  | 10 de octubre de 1999    | Santiago   | Tierra batida | Eugenia Chialvo      | 6-1, 6-3         |
| 4.  | 23 de abril de 2000      | San Severo | Tierra batida | Vanesa Krauth        | 6-4, 6-1         |
| 5.  | 14 de mayo de 2000       | Caserta    | Tierra batida | Lamia Esaadi         | 6-4, 6-1         |
| 6.  | 30 de julio de 2000      | Horb       | Tierra batida | Adriana Jerabek      | 6-3, 2-6, 6-2    |
| 7.  | 6 de agosto de 2000      | Ettenheim  | Tierra batida | Martina Suchá        | 6-4, 6-2         |
| 8.  | 19 de septiembre de 2004 | Ashland    | Dura          | Kelly McCain         | 6-4, 6-4         |
| 9.  | 12 de febrero de 2006    | Midland    | Dura (i)      | Vasilisa Bardina     | 6-3, 3-6, 6-4    |
| 10. | 1 de abril de 2007       | La Palma   | Dura          | Georgie Stoop        | 6-3, 6-3         |
| 11. | 8 de julio de 2007       | Cuneo      | Tierra batida | Sara Errani          | 3-6, 6-1, 7-6(6) |
| 12. | 22 de marzo de 2009      | Lima       | Tierra batida | Lucia Jara-Lozano    | 6-2, 6-1         |

#### Finalista (3)
| N.º | Fecha                | Torneo   | Superficie    | Oponente en la final | Resultado   |
| --- | -------------------- | -------- | ------------- | -------------------- | ----------- |
| 1.  | 1 de febrero de 2004 | Waikoloa | Dura          | Melinda Czink        | 6-7(6), 2-6 |
| 2.  | 3 de octubre de 2004 | Troy     | Dura          | Shenay Perry         | 2-6, 2-6    |
| 3.  | 1 de julio de 2007   | Guecho   | Tierra batida | Nuria Llagostera     | 3-6, 3-6    |